# 佐川フィナンシャル
佐川フィナンシャル株式会社（さがわフィナンシャル、SAGAWA FINANCIAL CO.,LTD.）は、かつて存在した日本の金融会社。東京都江東区に本社を置いていた。
佐川急便の物流決済サービスである、代金引換の「e-コレクト」や、売掛金の回収が楽になる、企業様間「後払い」決済サービス「SAGAWA B2B決済サービス」を提供していた。

## 沿革
- 2005年3月 - 物流決済事業およびファイナンスサービスの提供、集金代行業、貸金業等、物流金融・決済事業を目的として、東京都中央区に設立
- 2010年8月 - SAGAWA B2B決済サービスを提供開始。
- 2020年10月 - SGシステム株式会社に吸収合併され解散。